# Tamara Tyszkiewicz
Tamara Andriejewna Tyszkiewicz ros. Тамара Андреевна Тышкевич (ur. 31 marca 1931 we wsi  Ikonki w rejonie czaśnickim, zm. 27 grudnia 1997 w Petersburgu) – białoruska lekkoatletka specjalizująca się w pchnięciu kulą, która reprezentowała Związek Radziecki.
W 1952 zadebiutowała na igrzyskach olimpijskich zajmując w finale 4. miejsce. Dwa lata później w Bernie zdobyła brązowy medal mistrzostw Europy. Podczas igrzysk olimpijskich w 1956 roku odniosła największy sukces w karierze zdobywając złoty medal i ustanawiając nowy rekord olimpijski. Została wicemistrzynią Starego Kontynentu w 1958. 
Rekord życiowy: 16,59 (30 listopada 1956, Melbourne). 

## Osiągnięcia
| Rok  | Impreza              | Miejsce   | Lokata     | Wynik |
| ---- | -------------------- | --------- | ---------- | ----- |
| 1952 | Igrzyska olimpijskie | Helsinki  | 4. miejsce | 14,42 |
| 1954 | Mistrzostwa Europy   | Berno     | 3. miejsce | 14,78 |
| 1956 | Igrzyska olimpijskie | Melbourne | 1. miejsce | 16,59 |
| 1958 | Mistrzostwa Europy   | Sztokholm | 2. miejsce | 15,54 |